# Einar Lauritzen
Einar Kjeldgaard Lauritzen, född 27 juli 1869 i Storring socken, död 3 juni 1947, var en dansk-svensk psykiater. Han är far till Gunnar Lauritzen samt farfar till Monica, Jonas och Claes Lauritzen.
Lauritzen blev medicine licentiat vid Lunds universitet 1898 och medicine hedersdoktor 1942. Han blev amanuens vid Lunds hospital 1897, biträdande läkare vid  Nyköpings hospital 1902, vid Kristinehamns hospital 1904, asylläkare vid Växjö hospitals kriminalavdelning 1906, t.f. överläkare vid Vänersborgs hospital 1910, ordinarie 1915, var t.f. byråchef i Medicinalstyrelsen 1917–19, blev överläkare vid Strängnäs hospital 1920 samt var medicinalråd och byråchef i Medicinalstyrelsen 1931–35. 
Lauritzen var ledamot av sinnessjuknämnden 1931–35 och dess sekreterare 1935–39. Han biträdde i utredningar angående uppförande av ett flertal statliga sinnessjukhus, innehade kommittéuppdrag rörande frågor angående sinnessjukvårdens organisation samt förslag till ny stadga angående sinnessjukvård. Han författade skrifter i frågor rörande anläggning och organisation av sinnessjukhus.

## Fotnoter
1. ↑  LAURITZEN, GUNNAR K, med dr, överläkare, Varberg i Vem är Vem? / Skåne, Halland, Blekinge 1966 / 470.
2. ↑  Lauritzen, I Monica K, docent, radioproducent, Gbg i Vem är hon / s 270 (1988).